# Józef Szabliński
Józef Felicjan Szabliński (ur. 8 czerwca 1808 w Warszawie, zm. 5 lub 7 listopada 1872 tamże) – polski kompozytor, wiolonczelista, waltornista i pedagog.

## Życiorys
Wychowywał się w rodzinie Orłowskich, jego przyrodnim bratem był skrzypek Antoni Orłowski. Studiował na Wydziale Nauki i Sztuk Pięknych Uniwersytetu Warszawskiego. 17 grudnia 1824 roku wystąpił w trio waltornistów podczas popisu uczniów Instytutu Muzyki i Deklamacji w obecności władz rządowych, otrzymując publiczną pochwałę. Od 1826 do 1830 roku uczył gry na instrumentach dętych blaszanych w Szkole Głównej Muzyki. Śpiewał jako chórzysta w Operze Warszawskiej. W latach 1834–1836 występował w Kwartecie Resursy. W 1837 roku został pierwszym wiolonczelistą w orkiestrze Teatru Wielkiego w Warszawie, zdobywając sobie uznanie jako interpretator partii solowych w operach Stanisława Moniuszki. Grał w kwartecie smyczkowym Kazimierza Baranowskiego. W 1859 roku grał razem z przebywającym z wizytą w Warszawie Henri Vieuxtempsem. Udzielał lekcji gry na wiolonczeli, jego wychowankiem był Ignacy Komorowski. W latach 1861–1862 uczył gry na basetli w Warszawskim Instytucie Muzycznym. W 1865 roku występował w porankach muzycznych, organizowanych przez „Gazetę Muzyczną i Teatralną”. W 1870 roku ze względu na pogarszający się stan zdrowia wycofał się z działalności muzycznej. Pochowany został na cmentarzu Powązkowskim w Warszawie.
Skomponował m.in. Romans na wiolonczelę.